# José Mora y del Río

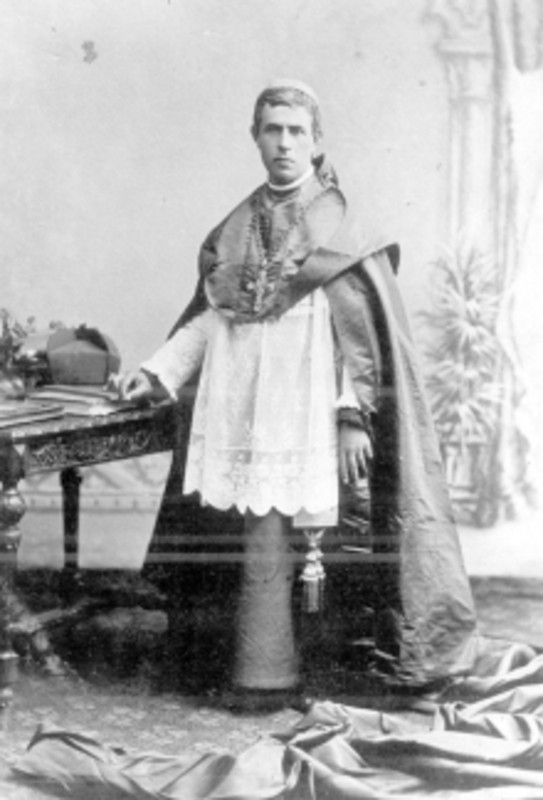
José Mora y del Río

José Mora y del Río (Pajacuarán, 24 februari 1854 - Mexico-Stad, 22 april 1928) was een Mexicaans rooms-katholiek priester.
Mora y del Río werd in 1877 tot priester gewijd en was vanaf 1893 achtereenvolgens bisschop van Tehuantepec, Tulancingo en León. In 1908 werd hij aangewezen als aartsbisschop van Mexico-Stad. Hij sprak zich uit tegen de Mexicaanse Revolutie en de antiklerikale artikelen uit de Mexicaanse Grondwet van 1917. Hij was een verklaard tegenstander van president Plutarco Elías Calles (1924-1928). De ruzies tussen Mora y del Río en Calles waren een van de aanleidingen van het uitbreken van de Cristero-oorlog in 1926.
- Gemeinsame Normdatei: 1254652477
- International Standard Name Identifier: 0000 0000 4758 1704
- Library of Congress Control Number: no2007133474
- Virtual International Authority File: 76107692
- WorldCat: E39PBJpJfK9FV3BkqXq4JpHXBP